# Haukipudas

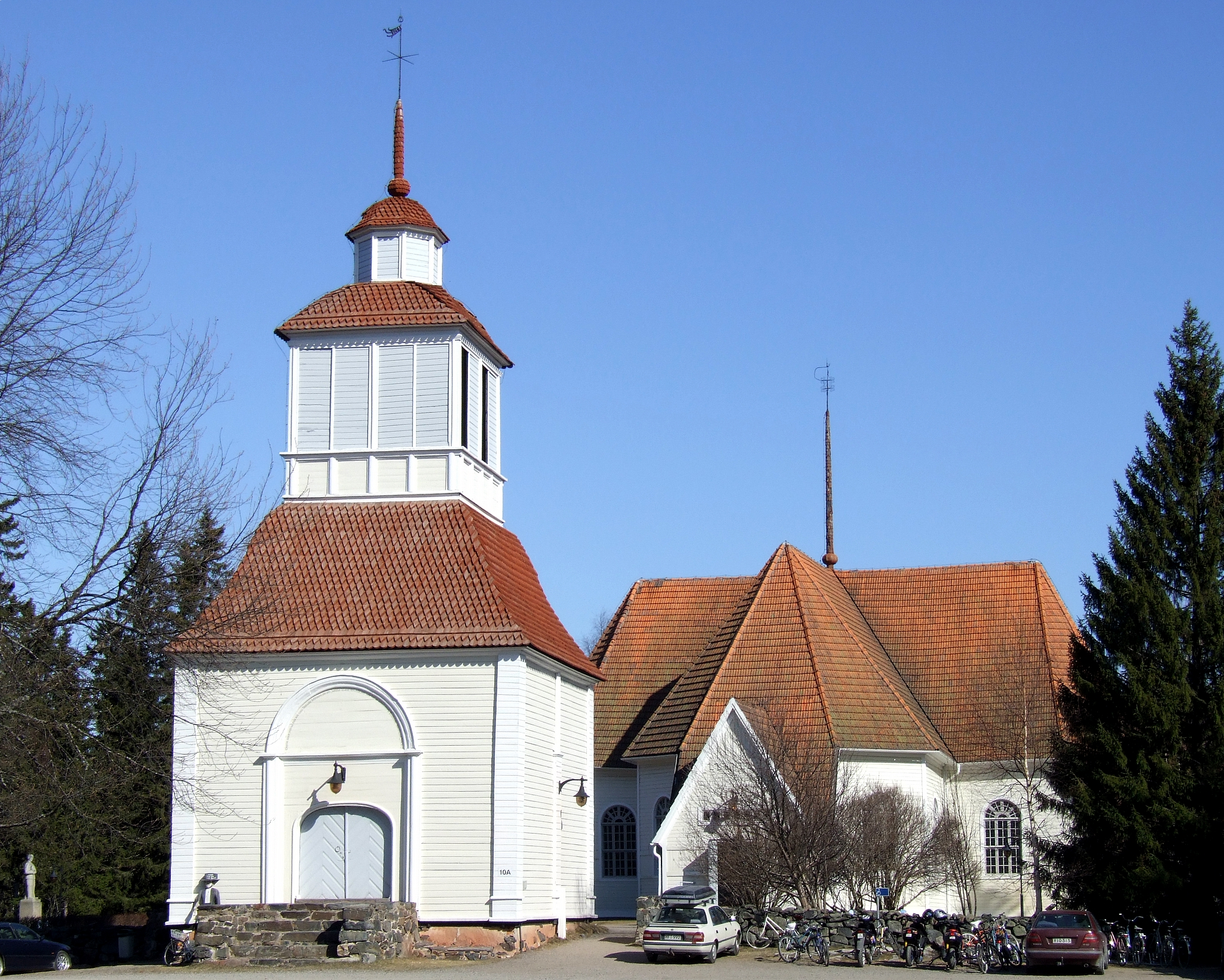
Haukipudas kyrka.

Haukipudas är en tidigare kommun i landskapet Norra Österbotten i Uleåborgs län. 31 december 2012 hade Haukipudas kommun 19 044 invånare. Haukipudas var en enspråkigt finsk kommun.
Kommunerna Haukipudas, Kiminge, Oulunsalo och Överijo uppgick den 1 januari 2013 i Uleåborgs stad. Det var ursprungligen meningen att även Muhos skulle ingå i sammanslagningen.
Haukipudas kyrka målades av Mikael Toppelius 1774-1775. Helena Benaouda, tidigare ordförande i Sveriges muslimska råd, är född i Haukipudas.
Haukipudas har tidigare haft en station längs Uleåborg-Torneå-banan, som går ungefär 5,5 km utanför centrala staden. Stationen är numera nedlagd.

## Administrativ historik
1 januari 1965 överfördes ett område med 4 228 personer från Haukipudas till Uleåborgs stad. Kommunen tillhörde Uleåborgs län fram till Finlands länsindelning upphörde 1 januari 2010.

## Politik

### Mandatfördelning i Haukipudas kommun, valen 1976–2008
| 15 | 7 |  | 8 |  | 3 |

| 12 | 8 |  |  | 9 | 4 |

| 11 | 8 |  | 10 |  | 4 |

| 10 |  | 7 | 12 |  | 4 |

| 22 | 13 |

| 10 | 9 | 2 | 11 | 3 |

| 10 | 7 |  | 13 | 4 |

| 10 | 9 | 3 | 17 | 4 |

| 10 | 9 | 2 | 18 | 4 |

| 26 | 17 |

| 9 | 8 | 3 | 2 | 15 | 6 |

| 29 | 14 |

## Befolkningsutveckling
| Befolkningsutvecklingen i Haukipudas kommun 1880–2010 | Befolkningsutvecklingen i Haukipudas kommun 1880–2010 | Befolkningsutvecklingen i Haukipudas kommun 1880–2010 | Befolkningsutvecklingen i Haukipudas kommun 1880–2010 | Befolkningsutvecklingen i Haukipudas kommun 1880–2010 |
| --- | ----------------------------------------------------- | ----------------------------------------------------- | ----------------------------------------------------- | ----------------------------------------------------- |
| |                                                       |                                                       |                                                       |                                                       |
| År |                                                       |                                                       | Folkmängd                                             |                                                       |
| 1880 | 1880                                                  |                                                       | 3 054                                                 |                                                       |
| 1890 | 1890                                                  |                                                       | 3 313                                                 |                                                       |
| 1900 | 1900                                                  |                                                       | 4 124                                                 |                                                       |
| 1910 | 1910                                                  |                                                       | 5 383                                                 |                                                       |
| 1920 | 1920                                                  |                                                       | 5 994                                                 |                                                       |
| 1930 | 1930                                                  |                                                       | 7 728                                                 |                                                       |
| 1940 | 1940                                                  |                                                       | 9 906                                                 |                                                       |
| 1950 | 1950                                                  |                                                       | 12 435                                                |                                                       |
| 1960 | 1960                                                  |                                                       | 13 956                                                |                                                       |
| 1970 | 1970                                                  |                                                       | 9 043                                                 |                                                       |
| 1975 | 1975                                                  |                                                       | 10 717                                                |                                                       |
| 1980 | 1980                                                  |                                                       | 11 836                                                |                                                       |
| 1985 | 1985                                                  |                                                       | 12 946                                                |                                                       |
| 1990 | 1990                                                  |                                                       | 13 764                                                |                                                       |
| 1995 | 1995                                                  |                                                       | 14 896                                                |                                                       |
| 2000 | 2000                                                  |                                                       | 15 779                                                |                                                       |
| 2005 | 2005                                                  |                                                       | 17 409                                                |                                                       |
| 2010 | 2010                                                  |                                                       | 18 872                                                |                                                       |
| Anm: För tidsserien 1880-1975 avser uppgifterna befolkningen den 31 december nämnda år enligt områdesindelningen den 1 januari året efter. För åren 1980-1995 och 2005-2010 avser uppgifterna befolkningen den 31 december enligt områdesindelningen samma datum. För året 2000-2005 avser uppgifterna befolkningen den 31 december enligt områdesindelningen den 1 januari året efter. |                                                       |                                                       |                                                       |                                                       |